# Oñati Saria
La Oñati Saria és una cursa ciclista que es disputa anualment pels voltants d'Oñati, a Euskadi. Creada al 1988, està reservada a ciclistes amateurs.

## Palmarès
Palmarès.
| Any  | Vencedor                | Segon                 | Tercer                   |
| ---- | ----------------------- | --------------------- | ------------------------ |
| 1988 |                         |                       |                          |
| 1989 |                         |                       |                          |
| 1990 |                         |                       |                          |
| 1991 | Werner Nijboer          |                       |                          |
| 1992 | Ángel Hierro            |                       |                          |
| 1993 | Íñigo Roldan            |                       |                          |
| 1994 | Alberto López de Munain |                       |                          |
| 1995 | Josu Isasi              |                       |                          |
| 1996 | Gorka Gerrikagoitia     |                       |                          |
| 1997 | Eladio Jiménez          |                       |                          |
| 1998 | José Iván Gutiérrez     |                       |                          |
| 1999 | Unai Barazabal          | Ángel Vázquez         | Miguel Mancho            |
| 2000 | Luis Pérez Romero       | Unai Barazabal        | José Daniel Aguado       |
| 2001 | Andoni Aranaga          | Asier Atxa            | Javier Ruiz de Larrinaga |
| 2002 | Unai Elorriaga          | Iban Mayoz            | Igor Antón               |
| 2003 | Ander Urizar            | Iban Iriondo          | Iñaki Anzizar            |
| 2004 | Asier Corchero          | Xabier Urkidi         | Eritz Ruiz               |
| 2005 | Javier Iriarte          | Jon Mariñelarena      | Andoni Lafuente          |
| 2006 | Pablo Torres            | Javier Aramendia      | Delio Fernández          |
| 2007 | Benet Abad García       | Gurutz Larrea         | Gutiérrez                |
| 2008 | Jon Aberasturi          | Javier Vidorreta      | José Carlos Lara         |
| 2009 | Noel Martín             | Jon Aberasturi        | Enrique Sanz             |
| 2010 | José Manuel González    | Jesús Ezquerra        | Jordi Simón              |
| 2011 | Fernando Grijalba       | Aitor González Prieto | Juan Carlos Larrinaga    |
| 2012 | Miguel Ángel Benito     | Darío Hernández       | Ibai Salas               |
| 2013 | Jaime Rosón             | Miguel Ángel Benito   | Jesús Alberto Rubio      |
| 2014 | Eneko Lizarralde        | Asier Unanue          | Alex Aranburu            |
| 2015 | Alex Aranburu           | Asier Unanue          | Julen Amezqueta          |
| 2016 | Óscar Rodríguez         | Sergio Samitier       | Jokin Etxabe             |
| 2017 | Álvaro Cuadros          | Jokin Aranburu        | Aitor Rodríguez          |
| 2018 | Jaume Sureda            | Unai Cuadrado         | Jon Agirre               |
| 2019 | Juan Fernando Calle     | Asier Etxeberria      | Jon Agirre               |
| 2020 | Pelayo Sánchez          | Xabier Isasa          | Unai Iribar              |
| 2021 | Unai Iribar             | Xabier Isasa          | Enekoitz Azparren        |
| 2022 | Pablo Castrillo         | Unai Esparza          | Yanne Dorenbos           |
| 2023 | Julen Arriola-Bengoa    | Ander Ganzabal        | Dylan Westley            |